# Смоленец (Архангельская область)
Смоленец — деревня в Лешуконском районе Архангельской области. Входит в состав Лешуконского сельского поселения.

## География
Деревня расположена в северной части области на расстоянии примерно в 3 километрах по прямой к северу от районного центра села Лешуконское.
Часовой пояс
Деревня Смоленец как и вся Архангельская область, находится в часовой зоне МСК (московское время). Смещение применяемого времени относительно UTC составляет +3:00.

## Население
| 2002 | 2010 | 2012 |
| ---- | ---- | ---- |
| 73   | ↘59  | ↘54  |

Национальный состав
Согласно результатам переписи 2002 года, в национальной структуре населения русские составляли 100 % из 72 чел..